# Episodi di Mutant X (terza stagione)
La terza stagione della serie televisiva Mutant X è andata in onda originariamente dal 29 settembre 2003 al 17 maggio 2004 negli Stati Uniti, trasmessa da diversi canali con il sistema del broadcast syndication. In Italia è stata trasmessa per la prima volta nel marzo 2006 dal canale satellitare AXN e successivamente (2007) trasmessa in chiaro da varie reti locali.
| nº | Titolo originale        | Titolo italiano           | Prima TV USA      | Prima TV Italia |
| -- | ----------------------- | ------------------------- | ----------------- | --------------- |
| 1  | Into the Moonless Night | In una notte senza luna   | 29 settembre 2003 | 2 marzo 2006    |
| 2  | Wages of Sin            | Il prezzo del peccato     | 6 ottobre 2003    | 3 marzo 2006    |
| 3  | The Breed               | Il contagio               | 13 ottobre 2003   | 6 marzo 2006    |
| 4  | Where Evil Dwells       | Dove abita il male        | 20 ottobre 2003   | 7 marzo 2006    |
| 5  | The Taking of Crows     | Corsa contro il tempo     | 27 ottobre 2003   | 8 marzo 2006    |
| 6  | Shadows of Darkness     | Ombre nell'oscurità       | 3 novembre 2003   | 9 marzo 2006    |
| 7  | The Hand of God         | Il guaritore              | 10 novembre 2003  | 10 marzo 2006   |
| 8  | Wasteland               | Locuste                   | 17 novembre 2003  | 13 marzo 2006   |
| 9  | No Exit                 | Senza uscita              | 12 gennaio 2004   | 14 marzo 2006   |
| 10 | Brother's Keeper        | Il fratello gemello       | 19 gennaio 2004   | 15 marzo 2006   |
| 11 | Possibilities           | Possibilità               | 26 gennaio 2004   | 16 marzo 2006   |
| 12 | Conspiracy Theory       | Progetto Contact          | 2 febbraio 2004   | 17 marzo 2006   |
| 13 | Art of Attraction       | Ladri di opere d'arte     | 9 febbraio 2004   | 20 marzo 2006   |
| 14 | A Normal Life           | Una vita normale          | 16 febbraio 2004  | 21 marzo 2006   |
| 15 | Divided Loyalties       | Doppia lealtà             | 23 febbraio 2004  | 22 marzo 2006   |
| 16 | Age of Innocence        | Eterna giovinezza         | 5 aprile 2004     | 23 marzo 2006   |
| 17 | She's Come Undone       | Un delicato intervento    | 12 aprile 2004    | 24 marzo 2006   |
| 18 | In Between              | Pericolo dal passato      | 19 aprile 2004    | 27 marzo 2006   |
| 19 | Dream Lover             | Sogno d'amore             | 26 aprile 2004    | 28 marzo 2006   |
| 20 | The Prophecy            | La profezia               | 3 maggio 2004     | 29 marzo 2006   |
| 21 | Cirque des Merveilles   | Il circo delle meraviglie | 10 maggio 2004    | 30 marzo 2006   |
| 22 | The Assault             | Attacco finale            | 17 maggio 2004    | 31 marzo 2006   |

## In una notte senza luna
- Titolo originale: Into the Moonless Night
- Diretto da: Philip Segal
- Scritto da: Peter Mohan

### Trama
All'indomani del disastro, Mutant X scoprono che Emma è morta ed Adam è scomparso, dopo una ricerca scoprono che Mason Eckhart ha rapito Adam ed Eckhart in cambio vuole la ricerca di Adam per riavere il corpo allo stato naturale. La squadra ha difficoltà a sbloccare i file di Adam e appare un New Mutant, Lexa Pierce, per aiutare rivelando che la scomparsa di Adam ha suscitato cose nel mondo della ricerca genetica e un sacco di persone sono arrabbiate. Riesce a convincere la squadra che lei è dalla loro parte. Eckhart rivela che Adam è morto e ruba la ricerca. Successivamente rapisce Brennan per trovare i codici di accesso al Santuario però i Mutant X arrivano in suo soccorso e Mason viene colpito a morte da un Brennan arrabbiato. Jesse scopre Lexa ha suoi piani.

## Il prezzo del peccato
- Titolo originale: Wages of Sin
- Diretto da: Jorge Montesi
- Scritto da: Bob Carney

### Trama
Una malattia da prioni viene messa all'asta tra i bio-terroristi però il contatto di Lexa vuole che ciò non accada e permette ai Mutant X una missione per recuperare l'arma. La missione sembra molto difficile specialmente quando sono tutti catturati, ma con l'arma sostituita da Shalimar riescono a fuggire. Lexa rivela a Jesse di una donna misteriosa di nome Dominique che è nota per essere il più grande ingegnere genetico. Nel frattempo, appena Dominique scopre che l'arma manca, ordina una ricerca contro Mutant X.

## Il contagio
- Titolo originale: The Breed
- Diretto da: Jorge Montesi
- Scritto da: Michelle Lovretta

### Trama
Quando Mutant X riceve un SOS da una fonte misteriosa vanno a una base militare che è stata infettata da una malattia mortale. La squadra scopre che lo scienziato che ha creato il virus era un conoscente di Adam ed ha secondi fini riguardanti il virus mortale infettivo.

## Dove abita il male
- Titolo originale: Where Evil Dwells
- Diretto da: Andrew Potter
- Scritto da: Bob Carney

### Trama
Shalimar aiuta la sua amica Andrea, che è anche una psionica, a fermare un serial killer che imita il famigerato assassino del puzzle e lascia indizi per le sue prossime vittime in forma di puzzle. Quando scoprono che la sua prossima vittima sarà proprio Shalimar, i Mutant X trovano che il cervello di Andrea è stato danneggiato ed è lei il serial killer.

## Corsa contro il tempo
- Titolo originale: The Taking of Crows
- Diretto da: Bill Corcoran
- Scritto da: Mark Amato

### Trama
Durante una notte fuori, Lexa è stata inconsapevolmente drogata con una sostanza letale che crea caos nei suoi poteri. Lexa è stabilizzata ma la squadra scopre che sta per morire in 72 ore se non viene trovata una cura. Shalimar e Lexa vanno sotto copertura, vengono arrestatee trovano la Dr Sara Stanton nella stessa prigione, che è anche la creatrice della droga mortale. La missione è minacciata quando Stanton cerca di ottenere la sua vendetta contro il suo fidanzato che è la vera mente dietro l'intera operazione di droga. La dottoressa viene arrestata mentre Shalimar e Jesse devono ottenere la necessaria iniezione per salvare la vita di Lexa.

## Ombre nell'oscurità
- Titolo originale: Shadows of Darkness
- Diretto da: Andrew Potter
- Scritto da: Mark Amato

### Trama
Un conoscente di Brennan, il dottor Palance che ha aiutato Brennan con i suoi poteri quando era giovane, lo chiama per indagare su morti bizzarre che si verificano in un ospedale psichiatrico locale che è stato riaperto. Brennan scopre che un New Mutant con la capacità di creare illusioni è colui che sta uccidendo la gente e che fa vedere il fantasma di uno dei bambini morti nell'incendio di molto tempo fa.

## Il guaritore
- Titolo originale: The Hand of God
- Diretto da: Terry Ingram
- Scritto da: Rick Drew

### Trama
Il Contatto di Lexa manda i Mutant X in missione per localizzare e catturare un potente New Mutant, Kristoff che possiede il potere di togliere la vita e dare la vita a qualcun altro. Tuttavia c'è un altro gruppo che cerca di catturarlo. La ricerca costa la vita di Brennan e Shalimar ma Kristoff guarisce Shalimar e prende la vita di una persona inquadrata nel suo culto. Shalimar si sente male per Kristoff perché lui muore salvando Brennan, ma presto prende la vita di un traditore e rivive.

## Locuste
- Titolo originale: Wasteland
- Diretto da: René Bonnière
- Scritto da: Turi Meyer & Al Septien

### Trama
Jesse cerca la sua ex fidanzata, Alisha quando scoprono che la sua azienda è coinvolta nella manipolazione genetica delle colture: Scoprono però che è il dirigente di fiducia di Alisha che sta dietro l'operazione di creare locuste geneticamente modificate per distruggere le colture di altre aziende agricole per guadagnare più denaro. Brennan e Shalimar, con l'aiuto di un medico di The Dominion, trovano una cura e Jesse rivela il suo segreto ad Alisha. Lei lo accetta e Jesse spiega la sua nuova vita dicendole che non possono stare insieme.

## Senza uscita
- Titolo originale: No Exit
- Diretto da: Bill Corcoran
- Scritto da: Elizabeth Keyishian

### Trama
Un Tele-cibernetico vuole vendicarsi dei Mutant X. Con il corpo paralizzato, usa i suoi poteri ed entra nel sistema di sicurezza del Santuario: chiude Brennan e Jesse all'interno mentre Shalimar e Lexa fuggono. Quando il Mutant porta Shalimar e Lexa in trappola si rendono conto con chi hanno a che fare: Shalimar trova indizi per individuarlo e lo ferma prima che possa uccidere Jesse e Brennan.

## Il fratello gemello
- Titolo originale: Brother's Keeper
- Diretto da: Timothy Bond
- Scritto da: Michelle Lovretta

### Trama
Lexa Pierce è sulle tracce del suo fratello gemello Leo, mutante anch'egli. È dotato del potere di assumere aspetti diversi, in una sorta di sindrome da personalità multipla manifestata fisicamente. Lo cerca anche il malvagio mutante telecinetico Carter, perché, dopo aver subito una grave ferita, ha bisogno di un trapianto di cuore e non riesce a trovare un donatore compatibile, pur avendo già ucciso altri mutanti per ottenerne uno. Per la caratteristica del suo potere Leo sarebbe il donatore ideale. A cacciarlo per conto di Carter è Bain, un criminale prezzolato che alla fine riesce a rintracciarlo, con l'involontario aiuto di Lexa. Terrorizzato per la sua sorte, Leo si trasforma in Troy, la sua personalità più feroce e violenta e così riesce a sfuggire alla cattura. Per fermarlo e impedirgli di uccidere Brennan Mulwray, Lexa sarà costretta a ucciderlo.
- Altri interpreti: Steve Byers (Leo Pierce), Tom Barnett (Charles Carter), Miguel Arce (Troy/Leo), Alex Karzis (William Bain).

## Possibilità
- Titolo originale: Possibilities
- Diretto da: René Bonnière
- Scritto da: Lisa Steele

### Trama
Lexa ottiene informazioni da The Dominion circa una bomba che dovrebbe far saltare un intero edificio. Brennan e un New Mutant, viaggiatore nel tempo, Samantha, passa attraverso una serie di realtà alternative per evitare lo scoppio della bomba con l'aiuto dei Mutant X, ma non riescono, tranne l'ultima volta, quando Samantha si sacrifica per permettere che riesca la missione.

## Progetto Contact
- Titolo originale: "Conspiracy Theory"
- Diretto da: Bill Corcoran
- Scritto da: Peter Mohan

### Trama
Brennan e Shalimar indagare sul lavoro di un gruppo segreto e trovano una persona che pensa che i mutanti siano alieni e tutto derivi dalla GSA, Genomex e Adam Kane. Lexa fatica a prendere una decisione: continuare come parte di Mutant X o rispettare il suo accordo con Dominion visto che la missione di trovare suo fratello è finita.

## Ladri di opere d'arte
- Titolo originale: Art of Attraction
- Diretto da: Andrew Potter
- Scritto da: Alfonse Ruggiero

### Trama
Il contatto di Lexa chiede ai Mutant X di acquisire una serie di dipinti che hanno immensa importanza e Shalimar riceve informazioni vitali da una fonte misteriosa. Lexa trova la concorrenza di un New Mutant che ha la capacità di manipolare l'energia mentre ruba i dipinti. Brennan e Shalimar indagano sulla misteriosa voce e scoprono che i dipinti contengono indizi su una formula di una nuova fonte di combustibile che può cambiare le potenze economiche del mondo.

## Una vita normale
- Titolo originale: A Normal Life
- Diretto da: Alan Goluboff
- Scritto da: Peter Mohan

### Trama
Un uomo di nome Anthony Gervais ha preso in ostaggio un paio di membri del Consiglio Dominion mettendoli in stato di animazione sospesa e chiede un riscatto per liberarli. Adam rivela a Shalimar che è lui la voce misteriosa e le chiede di salvare segretamente uno scienziato che ha scoperto il processo dell'animazione sospesa. Shalimar va a salvare lo scienziato, intanto Lexa sa dal suo contatto che Shalimar ha ricevuto una comunicazione da fuori. La squadra finalmente si fida di Shalimar e con Adam aiuta lo scienziato a scoprire una cura per l'animazione sospesa e libera gli ostaggi.

## Doppia lealtà
- Titolo originale: Divided Loyalties
- Diretto da: Richard Flower
- Scritto da: David Wilks & Elizabeth Keyishian

### Trama
Brennan torna al suo passato criminale quando i Mutant X scoprono che un suo vecchio partner è coinvolto nel furto di segreti da The Dominion. Ritorna quindi ad essere un ladro d'auto ed uno scassinatore, cercando di forzare una cassaforte ma nel contempo vorrebbe anche salvare il suo vecchio amico.

## Eterna giovinezza
- Titolo originale: Age of Innocence
- Diretto da: Bill Corcoran
- Scritto da: Mark Amato

### Trama
Mutant X dissotterrano un vecchio esperimento militare che prevede la somministrazione di un siero d'inversione dell'età e sono tutti sorpresi di scoprire che il nonno di Jesse è uno dei soggetti della prova.

## Un delicato intervento
- Titolo originale: She's Come Undone
- Diretto da: Timothy Bond
- Scritto da: Michelle Lovretta

### Trama
I Mutant X scoprono che Lexa è oggetto di un esperimento segreto. Lei è controllata da chi gli ha impiantato un dispositivo nel cervello che credeva ormai disarmato e che la obbliga ad uccidere alcuni componenti di Dominion. I Mutant X danno la caccia al medico che ne è responsabile.

## Pericolo dal passato
- Titolo originale: In Between
- Diretto da: Andrew Potter
- Scritto da: Gil Grant

### Trama
Improvvisamente Jesse viene ferito da un colpo di pistola. I Dominon mandano un medico per aiutarlo a guarire poiché si tratta di un proiettile speciale che destabilizza la sua struttura. Quando la vita di Jesse è in bilico, Brennan si fa connettere dal medico, che è psionica, alla mente di Jesse e cerca di condurlo attraverso i ricordi del passato che hanno condiviso per salvargli la vita.

## Sogno d'amore
- Titolo originale: Dream Lover
- Diretto da: Bill Corcoran
- Scritto da: Mark Amato

### Trama
Shalimar riceve una telefonata di aiuto da una sua amica. I Mutant X cercano l'origine della telefonata e scoprono che proveniva da un club molto esclusivo. Shalimar incontra la sua amica che dice di non conoscerla. I Mutant X intervengono quindi per fermare uno scienziato che clona donne per usarle come schiave nel club esclusivo per uomini.

## La profezia
- Titolo originale: The Prophecy
- Diretto da: Timothy Bond
- Scritto da: Michelle Lovretta

### Trama
Brennan combatte con The Guardian per cercare di fermare la Profezia. Il piano di alcuni New Mutant è di riportare in vita Ashlocke dalla tomba per la dominazione del mondo.

## Il circo delle meraviglie
- Titolo originale: Cirque des Merveilles
- Diretto da: Jonathan Hackett
- Scritto da: Mark Amato

### Trama
I sospetti di Lexa portano i Mutant X in un circo. Scoprono che questo è in realtà un campo di sterminio mobile per New Mutant. Questi vengono ingannati dall'idea che sia un rifugio proprio per loro mentre si tratta di un progetto di un consigliere all'interno di The Dominion.

## Attacco finale
- Titolo originale: The Assault
- Diretto da: Andrew Potter
- Scritto da: Peter Mohan

### Trama
Quando The Dominion cattura Lexa, Jesse e il resto dei Mutant X corrono ad aiutarla. Più tardi imparano chi è veramente il Creatore.